# Patuloy Lang ang Lipad
Patuloy Lang ang Lipad (en inglés: Just Keep Flying) es una canción de la boy band filipina BGYO lanzada el 14 de agosto de 2022, escrita por los cantautores Angela Ken, Sabine Cerrado (conocida como SAB), Lian Kyla, Trisha Denise junto con el compositor y productor Jonathan Manalo. La canción se produjo como la banda sonora original de la adaptación televisiva de 2022 de la superheroína filipina de Mars Ravelo Darna y alcanza el puesto número 1 en iTunes Singles Chart en 4 países: Filipinas, Singapur, Emiratos Árabes Unidos y Arabia Saudita.

## Uso en la serie de televisión: Darma (2022)
En la serie Darna de 2022, "Patuloy Lang Ang Lipad" se escuchó por primera vez en su episodio piloto, donde "Narda" vino a ayudar a "Brian Robles". También se usó como pista promocional y tema de apertura de la serie, que establece el estado de ánimo para el próximo episodio.